# スク水揚げ
スク水揚げ（スクみずあげ）は、沖縄県における夏の風物詩であるとともに、日本語圏でインターネット・ミームとして知られている語句。

## スクの水揚げ

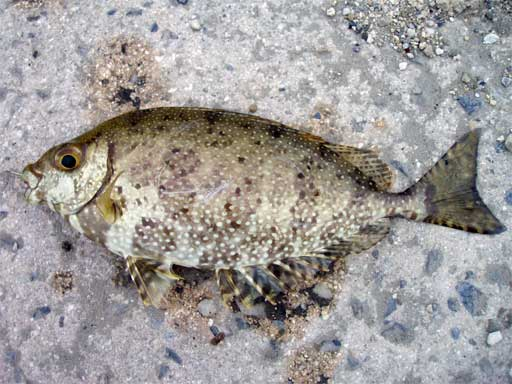
アイゴ

沖縄県では、アイゴの稚魚である「スク」の収穫は旧暦の6月1日と7月1日の前後数日間しか行われず、漁民や島民にとっては貴重なものである。

## インターネットミームとしての広まり
2013年に琉球新報と沖縄タイムスが「スク水揚げ」に関する記事を配信したところ、このニュースの題名を誤読（ぎなた読み）した結果、インターネットスラングで「スクール水着」の略称が「スク水」であることから、これに関連があるものと誤って解釈され、ツイッターを中心に話題となり、一気に「スク水揚げ」ネタがネット上に拡散するきっかけとなった。現在でも沖縄でスクの水揚げのニュースがあるたびにSNSで話題になる状況が続いている。

## 関連項目

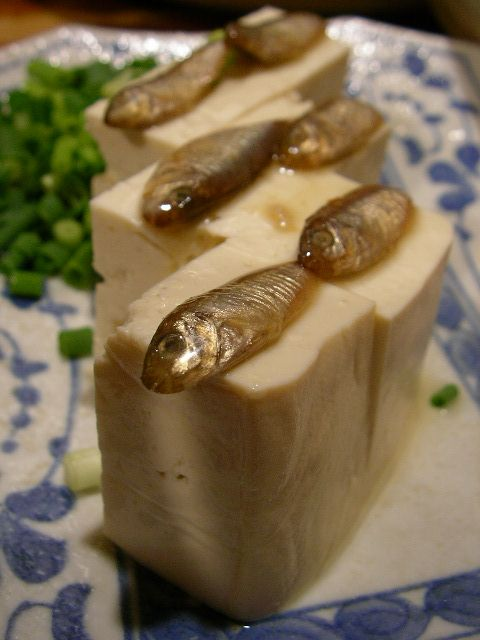
スクガラス豆腐